# 通遠堡駅
通遠堡駅（とうえんぽうえき）は中華人民共和国遼寧省丹東市鳳城市にある、中国鉄路総公司（CR）瀋丹線の駅。1904年に開業。瀋陽駅から160km、丹東駅から110kmの位置にある。瀋陽鉄道局所属の三等駅に設定されている。

## 駅周辺
- G304国道
- 203省道
- 冬婷技術舞蹈学校
- 通遠堡初級中学
- 龍海商務酒店
- 向陽小学
- 通遠堡高中
- 瀋丹高速道路 劉家河インターチェンジ

## 隣の駅
中国国鉄
瀋丹線
草河口駅 - 通遠堡駅 - 林家台駅